# Dầu ô liu

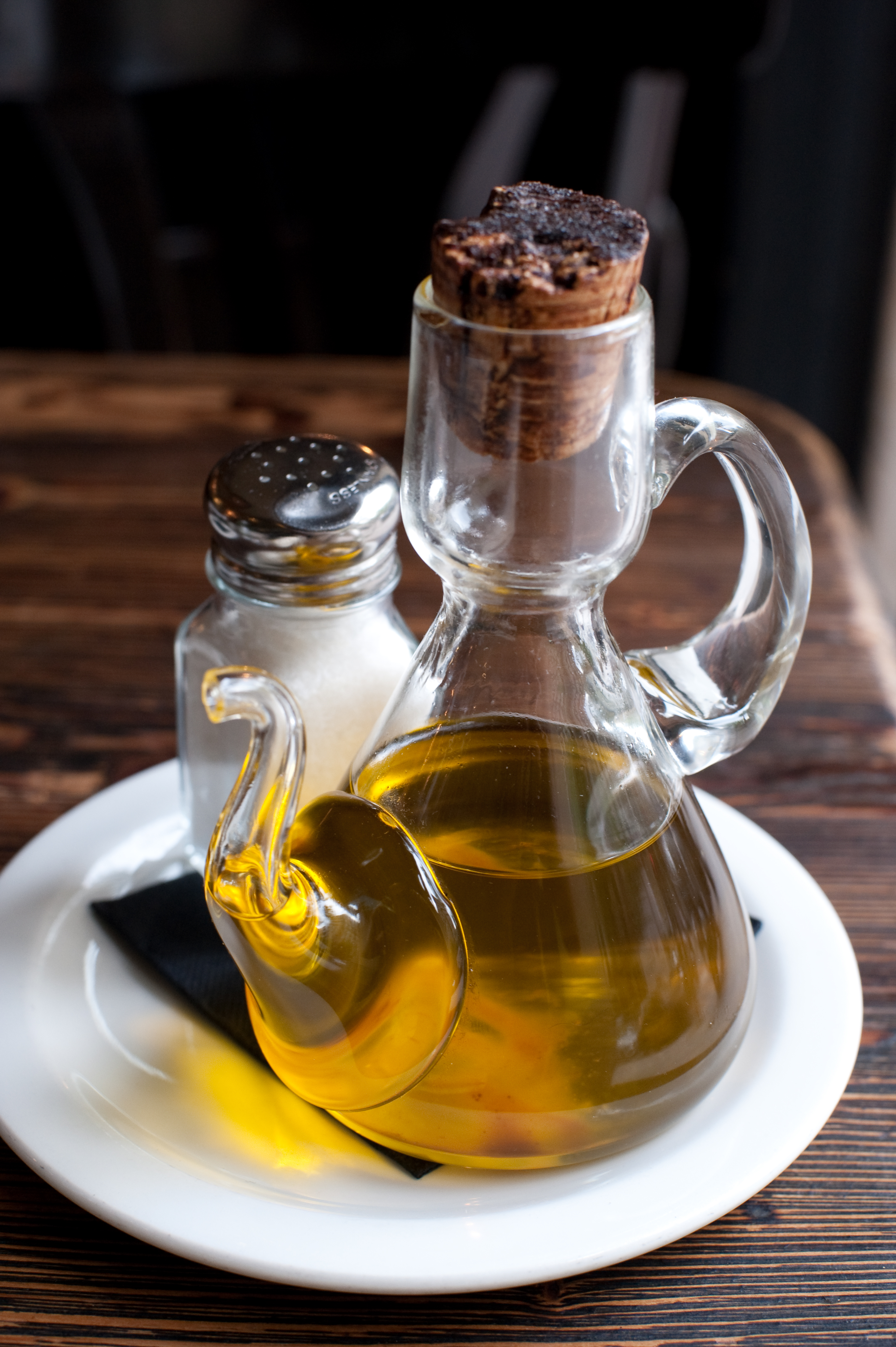
Dầu Ô liu

Dầu ô-liu là một loại dầu thu được từ cây Ô liu (Olea europaea, thuộc họ Oleaceae), một loại cây truyền thống của vùng Địa Trung Hải. Nó thường được sử dụng trong nấu ăn, mỹ phẩm, dược phẩm, và xà phòng và có làm nhiên liệu cho đèn dầu truyền thống. Dầu ô liu được sử dụng trên khắp thế giới, nhưng đặc biệt là ở các nước Địa Trung Hải. Thời cổ, dầu ô liu được chiết xuất bằng phương pháp thủ công thông qua việc nghiền và ép các quả ô liu bằng các cối đá chuyên dụng để ép ra dầu. Loại dầu này thường được sử dụng trong nấu ăn, để chiên thức ăn hoặc làm nước xốt salad. Nó cũng có thể được tìm thấy trong một số mỹ phẩm, dược phẩm, xà phòng và nhiên liệu cho đèn dầu truyền thống. 
Ô liu là một trong ba cây lương thực cốt lõi trong ẩm thực Địa Trung Hải, cùng với lúa mì và nho. Cây ô liu đã được trồng quanh Địa Trung Hải từ thiên niên kỷ thứ 8 trước Công nguyên. Trong năm 2019–2020, sản lượng dầu ô liu trên thế giới là 3,2 triệu tấn (3,5 triệu tấn ngắn). Tây Ban Nha là nhà sản xuất lớn nhất, tiếp theo là Ý, Tunisia, Hy Lạp, Thổ Nhĩ Kỳ và Maroc. San Marino cho đến nay có mức tiêu thụ dầu ô liu bình quân đầu người lớn nhất trên toàn thế giới. Thành phần của dầu ô liu thay đổi theo giống cây trồng, độ cao, thời điểm thu hoạch và quy trình chiết xuất. Bao gồm chủ yếu là axit oleic (lên đến 83%), với một lượng nhỏ các axit béo khác bao gồm axit linoleic (lên đến 21%) và axit palmitic (lên đến 20%). Dầu ô liu nguyên chất được yêu cầu phải có độ axit tự do không quá 0,8% và được coi là có hương vị đặc trưng.

## Công dụng
Dầu ô liu có thể phòng ngừa các chứng bệnh như xơ cứng động mạch, cao huyết áp, bệnh tim, thận suy yếu, xuất huyết não thông qua việc Thúc đẩy tuần hoàn máu. Trong dầu ô liu giàu axit béo có lợi cho cơ thể. Đây cũng là loại dầu có nhiều loại vitamin A, D, D, F, K, chất carotine, vitamin dung hoà chất béo và chất chống oxy hóa nhưng lại không cholesterol, nên khả năng hấp thụ và tiêu hoá vào trong cơ thể là rất lớn.
Dầu ô liu có chức năng làm giảm bớt vị toan, ngăn chặn gây ra viêm dạ dày và bệnh viêm loét 12 đốt đường ruột, đồng thời có thể kích thích dịch mật bài tiết, làm cho chất mỡ giảm thấp và "hoà tan", dễ được niêm mạc đường ruột hấp thụ, từ đó tránh được gây ra bệnh viêm túi mật và sỏi mật. Dầu ô liu giúp tăng cường chức năng trao đổi chất cũ mới trong cơ thể. thúc đẩy hệ xương phát triển, duy trì mật độ cho xương, giảm bớt nguy cơ hình thành loãng xương hay thiếu xương do các gốc tự do gây ra, tác dụng chống ung thư, chống tia phóng xạ và phòng bệnh tim mạch
Dầu oliu bên cạnh chức năng là một chất béo rất có lợi cho cơ thể, nó còn có khả năng giúp bảo vệ sắc đẹp. Nó có thể Tân trang cho đôi tay, Dưỡng móng tay, Khắc phục môi khô nẻ, Phục hồi tóc hư tổn, chăm sóc làn da, làm làn da sáng đẹp tự nhiên, Chăm sóc đôi bàn chân, Tẩy trang. Đặc biệt dầu còn có thể trị chấy bằng cách sau khi làm ướt toàn bộ tóc và massage da đầu bằng dầu ô liu, bạn nên trùm kín đầu tóc bằng một khăn lông sạch và càng ép khăn sát da đầu càng tốt, rồi dùng kẹp hoặc dây để cố định khăn lông.Để dầu ô liu tiếp xúc với tóc và da đầu khoảng 8 giờ hoặc lâu hơn nếu có thời gian. Đây là khoảng thời gian để dầu ô liu có tác dụng ngăn cản quá trình hô hấp của chấy mà khi chấy không hô hấp được sẽ chết.